# Палаццо Дуодо-а-Сан-Анджело
Палаццо Дуодо-а-Сан-Анджело (итал. Palazzo Duodo a Sant'Angelo) — дворец в Венеции, в районе Сан-Марко. Палаццо расположен напротив Палаццо Гритти-Морзини.

## История
Дворец был предположительно построен в XV веке венецианской семьей Дуодо или приобретен ими позднее. Семья Дуодо владела дворцом до XIX века, после чего дворец часто менял собственников.
В 1801 году, когда здание использовалось как отель, в нем скончался неаполитанский композитор Доменико Чимароза.
В XX веке в здании размещалось местное отделение Министерства труда, в 1986 году здание было продано компании Eni.

## Описание
Дворец представляет собой трехэтажное здание с мезонином, выполненное в канонах готической архитектуры. Фасад выполнен из кирпича и истрийского камня.
На первом этаже выполнен готический портал, на втором этаже изящная гексафора, декорированная мраморной рамой, а также четыре односветных окна расположены с обеих сторон.
По центру третьего этажа расположена трифора.
C тыльной стороны здание имеет внутренний двор с древним колодцем в центре.